# Joodse begraafplaats Hengelo
De Joodse begraafplaats van Hengelo met metaheerhuis is gelegen aan de Dennenbosweg 44. De begraafplaats is aan het eind va de achttiende eeuw opgericht, het metaheerhuis werd gebouwd in 1890.
Sinds 2012 zijn vrijwilligers bezig de begraafplaats te restaureren. De restauratie van het metaheerhuis met aansluitende stenen afscheiding aan de kant van de Dennenbosweg, werd in 2013 afgerond en ingericht als informatie- en documentatiecentrum.
Op de begraafplaats bevindt zich het graf van grafisch ontwerper Fré Cohen.